# Arsène Lupin contra Sherlock Holmes
Arsène Lupin contra Sherlock Holmes ist ein deutsches Serial, das von 1910 bis 1911 entstand.

## Stab
Das Serial sind allesamt Schwarz-Weiß-Filme und Stummfilme und umfassen fünf Sherlock-Holmes-Filme. Regie führte Viggo Larsen, der auch die Rolle von Sherlock Holmes übernahm. Die Rolle des Lupin spielte Paul Otto. Die Filmaufnahmen entstanden im Vitascope Atelier in Berlin, der Produzent war Jules Greenbaum.

## Folgen
1. Der Alte Sekretar, veröffentlicht am 20. August 1910
2. Der Blaue Diamant, veröffentlicht am 17. September 1910
3. Die Falschen Rembrandts, veröffentlicht am 7. Oktober 1910
4. Die Flucht, veröffentlicht am 24. Dezember 1910
5. Arsene Lupins Ende, veröffentlicht am 4. März 1911[1]

### Handlungen
Es handelt sich um mehrere Abenteuer, bei denen Holmes und sein Assistent stets um Hilfe gebeten werden, da Lupin als Meisterdieb diverse Dinge (Sekretär, Diamant, Gemälde etc.) stahl und sich dabei stets bis zur Unkenntlichkeit verkleidete. Holmes schafft es zwar jedes Mal ihn zu entlarven und zu stellen, doch Lupin entwischt ihm am Ende jedes Films. Als sich im letzten Teil Holmes im Gebirge eine Ruhepause gönnt, ist ihm Lupin gefolgt und es kommt zwischen beiden zu einem Kampf auf Leben und Tod, bei dem der Dieb abstürzt und stirbt.